# 多夫亥 (阿爾切夫斯克區)
48°38′34″N 39°2′23″E / 48.64278°N 39.03972°E

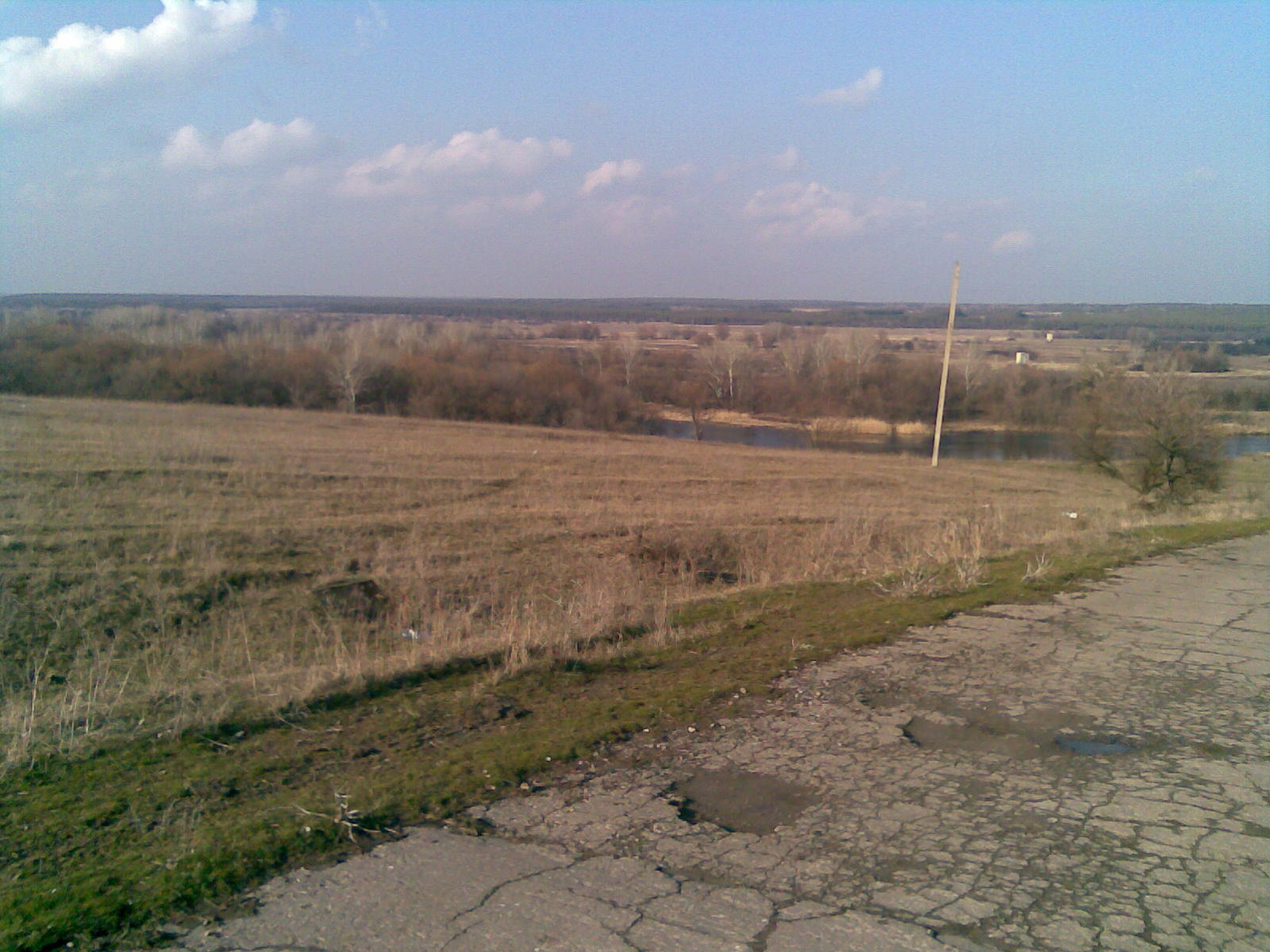
村边的頓涅茨河

多夫亥（烏克蘭語：Довге）是位於烏克蘭東部的村莊，由盧甘斯克州阿爾切夫斯克區的濟莫希里亞市鎮負責管轄。該村始建於1960年，面積0.47平方公里，海拔高度77米，2001年人口311，人口密度每平方公里686人。